# Joaquín Piñón
Joaquín Piñón (Montevideo Uruguay; 16 de febrero de 1923 - Buenos Aires Argentina; 30 de marzo de 2000) fue un director teatral y actor cómico-dramático de cine, teatro y televisión uruguayo radicado en Argentina.

## Carrera
Oriundo de Montevideo, Uruguay, viajó desde joven a la Argentina en 1969 donde se nacionalizó y vivió desde 1974, aproximadamente, en la calle Olleros el barrio de Colegiales situado en la provincia de Buenos Aires.
Joaquín Piñón fue un renombrado actor de reparto de extensa  trayectoria artística. En cine y siempre con roles secundarios, actuó en 25 filmes durante junto con primeros actores de la talla de Alberto Olmedo, Jorge Porcel, Juan Carlos Altavista, Alfredo Alcón, Federico Luppi, Mercedes Carrera, Olga Zubarry, Susana Freyre, entre muchos otros.
Primer actor teatral, también se desempeñó como director de su propia compañía. Su hijo es el humorista Joaquín Piñón Jr.

## Filmografía
- 1974: Boquitas pintadas.
- 1974: Minguito Tinguitela Papá.
- 1974: La flor de la mafia.
- 1975: Las procesadas.
- 1976: La noche del hurto.
- 1977: Así es la vida.
- 1978: Los médicos.
- 1979: Las locuras del profesor.
- 1979: Hormiga negra.
- 1979: Vivir con alegría..
- 1979: Los drogadictos.
- 1979: Este loco amor loco.
- 1979: El rey de los exhortos.
- 1980: Días de ilusión.
- 1980: Gran valor.
- 1980: Comandos azules en acción.
- 1980: Desde el abismo.
- 1981: ¿Los piolas no se casan?
- 1983: Los extraterrestres.
- 1985: Las barras bravas.
- 1986: Los colimbas se divierten.
- 1987: Los bañeros mas locos del mundo.

## Televisión
- 1970: El monstruo no ha muerto.
- 1970/1971: Soledad, un destino sin amor.
- 1970: Una vida para amarte .
- 1973: El mundo del espectáculo.
- 1974: Alta comedia (programa de televisión)|Alta comedia.
- 1973/1976: Lo mejor de nuestra vida... nuestros hijos.
- 1976: El hombre que yo inventé.
- 1979/1980: Los especiales de ATC.
- 1980: Un ángel en la ciudad.
- 1980: El solitario.
- 1981: Las 24 horas.
- 1981: Stefanía.
- 1981: Teatro de humor.
- 1981: Veladas de gala.
- 1982: Área peligrosa.
- 1984: Dar el alma.
- 1984: Yolanda Luján.[2]
- 1985: Increíblemante sola.
- 1985: María de nadie.
- 1985/1987: Gente como la gente.
- 1987: Hombres de ley.
- 1987/1990: Clave de sol.
- 1988: Mi nombre es coraje.
- 1989: La extraña dama.
- 1990: La bonita página.
- 1991: Detective de señoras.[3]
- 1991/1992: Cosecharás tu siembra.
- 1992: Son de Diez
- 1992: Con pecado concebidas.
- 1995: Poliladron

## Teatro
- Treinta dineros (1970), un acto de Ana Rivas, con la dirección de Júver Salcedo. Estrenada en el Teatro Colonial.
- Juana de Pompeya (1971/1972), dirigida por Wilfredo Ferrán en el Teatro Odeón.[4]
- El cuervo (1972) de Alfonso Sastre, dirigida por José Gordon Paso en el Teatro Empire.
- Usted puede ser un asesino (1979), de Alfonso Paso, en Mar del Plata.[5]
- Delirante Leticia (1991),  de Peter Shaffer, con dirección de Agustín Alezzo y protagoniza por China Zorrilla.